# 榊原照久
榊原 照久（さかきばら てるひさ）は、江戸時代前期の武将、神職。榊原清政の三男。榊原康政の甥。

## 生涯
天正12年（1584年）、徳川氏の家臣・榊原清政の三男として誕生。初名は清久。
父の清政とともに徳川家康に近侍した。慶長5年（1600年）にはじめて家康に御目見し、以降側近くで仕える。慶長12年（1607年）5月の父の死去を受け、長兄の清定が病弱であったため、清久が家督を相続した。父・清政が勤めた駿河国久能山の城番を継承し、同国有渡郡の地に石高1800石を賜った。
大坂の陣に際しては参戦を願うも、久能山は要所の地であることを理由とした家康の厳命により、久能山に留まる。元和2年（1616年）4月17日の家康薨去の際、幕命により祭祀を執行した。以後、祭主として久能山に留まり霊廟の神事を斎行した。元和3年（1617年）8月28日、夢枕に家康のお告げを受け、諱を清久から照久に改めた。元和4年（1618年）5月13日、従五位下大内記に叙任され、同年6月24日には従四位下に昇叙された。大内記如元。元和8年（1622年）6月20日、異例の従二位に昇叙した。上洛し、同年8月12日に従二位の格式として昇殿を聴された。
正保3年（1646年）8月7日に薨去。久能山の地に照久寺が建立され、同寺に埋葬された。照久寺は昭和60年（1985年）に宝台院と合併し、翌61年（1986年）、宝台院別院として静岡県静岡市駿河区安居に現存している。

## 久能山東照宮の祭主
伊勢神宮の祭主は朝廷の官職である神祇大副（あるいは権大副）を本官として兼務することを例としており、三位以上の位階となることも多々あった。東照大権現すなわち武家の棟梁であった家康を祀る久能山の祭主の照久も、それに似せ対抗する形で高位となることを試みた。榊原照久の従二位昇叙後、上洛し昇殿を聴されるといった経緯に、この政治的意味合いがみてとれる。
一方で幕府内では、そこまで高位に叙する必要性があるのか、といった意見もあり、結果として照久一代限りの措置となった。子孫は久能山守衛総御門番を継承し、大身旗本の交代寄合となり、帝鑑間詰めで位階も従五位下（官職は越中守）が定着した。
因みに、照久従二位叙任の年である元和8年の段階での伊勢祭主は藤波種忠であるが、位階は正五位下でしかなく、本官は神祇権少副といった状況であった。榊原照久の従二位叙位を契機に、伊勢神宮祭主も種忠の孫景忠が祭主の代に照久と同じ従二位、さらに上回る正二位への昇叙がなされた。

## 逸話
徳川家康の死因として広く伝わるのが「鯛の天ぷら」による食中毒説である。
この話について『徳川実録』に拠れば、元和2年1月21日当時に鷹狩のために駿河国田中城に滞在していた家康の下を訪ねた京の豪商茶屋四郎次郎清次が、京で評判になっている目新しい料理法として”鯛を榧の油で揚げ、その上に薤をすりかけて食べると美味”と紹介した。家康はたまたま届けられていた鯛を調理するよう命じ、それを供した家康は日頃の節制を忘れ大鯛2枚・甘鯛3枚を平らげた。その夜から家康は腹痛に襲われ、一向に快方に向かわないため駿府城に戻り療養したが、数か月後に死亡した。
…というのが大方のあらすじであるが、この鯛を家康に献上したのが、久能城代であった榊原照久であった。